# Стража (Бакеу)
Стража (рум. Straja) — село у повіті Бакеу в Румунії. Входить до складу комуни Асеу.
Село розташоване на відстані 223 км на північ від Бухареста, 45 км на захід від Бакеу, 123 км на південний захід від Ясс, 104 км на північний схід від Брашова.

## Населення
За даними перепису населення 2002 року у селі проживали 1355 осіб, з них 1352 особи (99,8%) румунів. Рідною мовою 1352 особи (99,8%) назвали румунську.